# Знобь-Новгородский поселковый совет
Знобь-Новгородский поселковый совет (укр. Зноб-Новгородська селищна рада) — входит в состав
Середино-Будского района
Сумской области
Украины.
Административный центр поселкового совета находится в 
пгт Знобь-Новгородское.

## Населённые пункты совета
- пгт Знобь-Новгородское
- с. Кустино
- с. Лютое